# Нагаї (стадіон)
«Нагаї» (яп. 大阪市 長居陸上競技場) — стадіон в місті Осака (Японія) місткістю 46 тис. глядачів. Є домашньою ареною футбольного клубу «Сересо Осака».

## Історія
Стадіон був побудований в 1964 році та вміщав 23 000 глядачів. Матч відкриття відбувся в рамках футбольного турніру на літніх Олімпійських іграх 1964 року, коли 20 жовтня в матчі втішного раунду збірна Японії приймала Югославію (1:6). За два дні там же пройшов і матч за 5 місце, в якому румуни обіграли югославів 3:0.
У 1996 році проведена реконструкція, після якої кількість місць збільшилася до 50 000.
У 2002 році стадіон приймав 2 матчі групового етапу Чемпіонату світу з футболу і один чвертьфінал.
У 2007 році стадіон був відремонтований і став головною ареною чемпіонату світу з легкої атлетики.
Був одним з двох стадіонів Клубного чемпіонату світу з футболу 2015 року.

### Чемпіонат світу 2002
Стадіон «Нагаї» прийняв три матчі чемпіонату світу з футболу 2002 року.
Груповий раунд:
- 12 червня: Нігерія 0 — 0 Англія
- 14 червня: Туніс 0 — 2 Японія

Чвертьфінал:
- 22 червня: Сенегал 0 — 1 Туреччина (після додаткового часу)

## Галерея

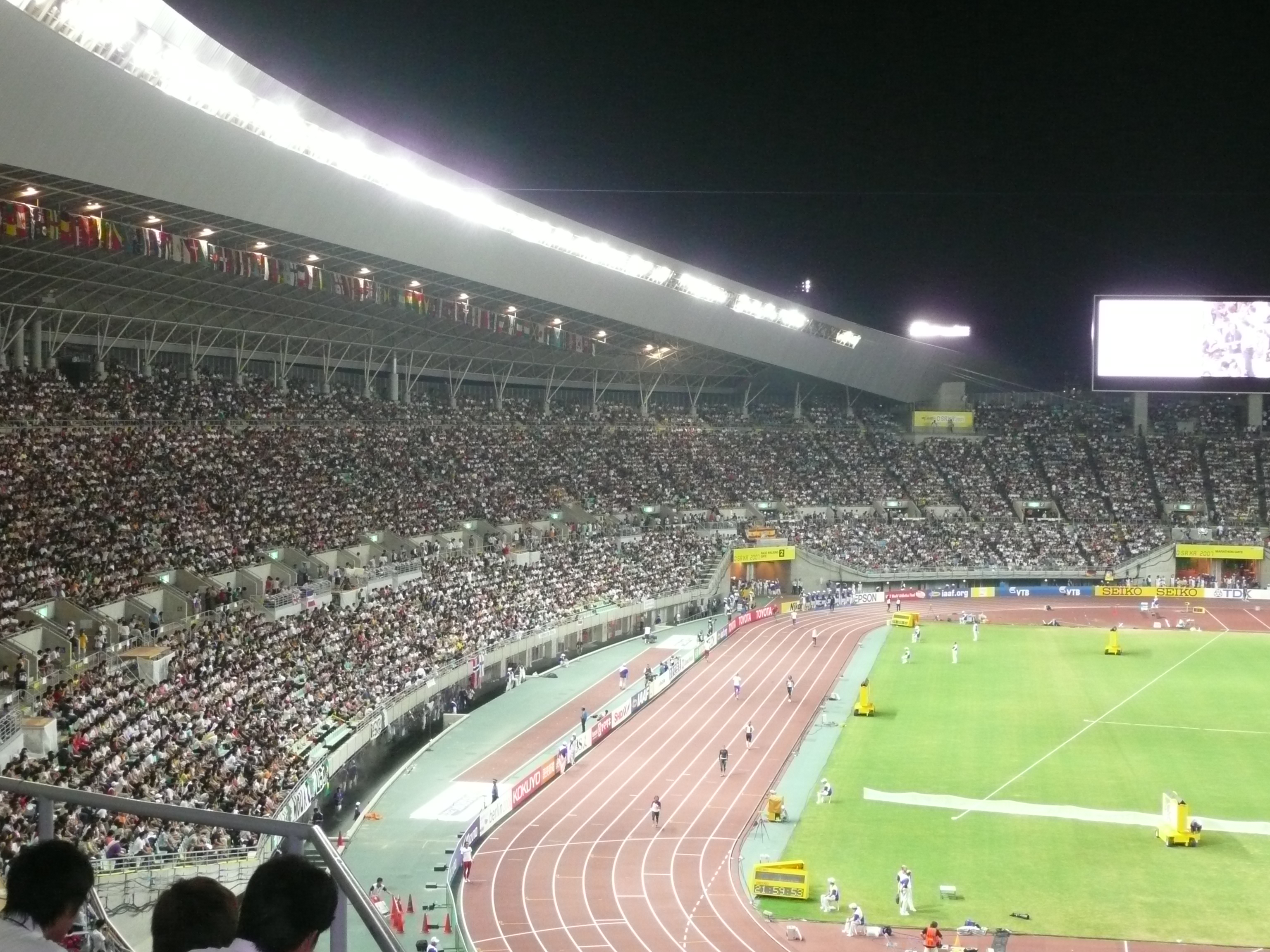
Стадіон під час чемпіонату світу з легкої атлетики. 2007 рік.
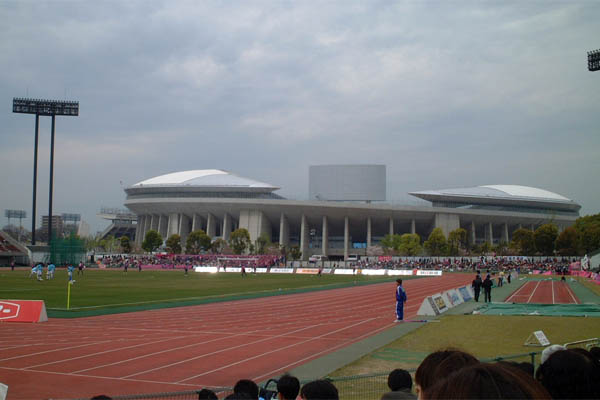
Зовнішній вигляд
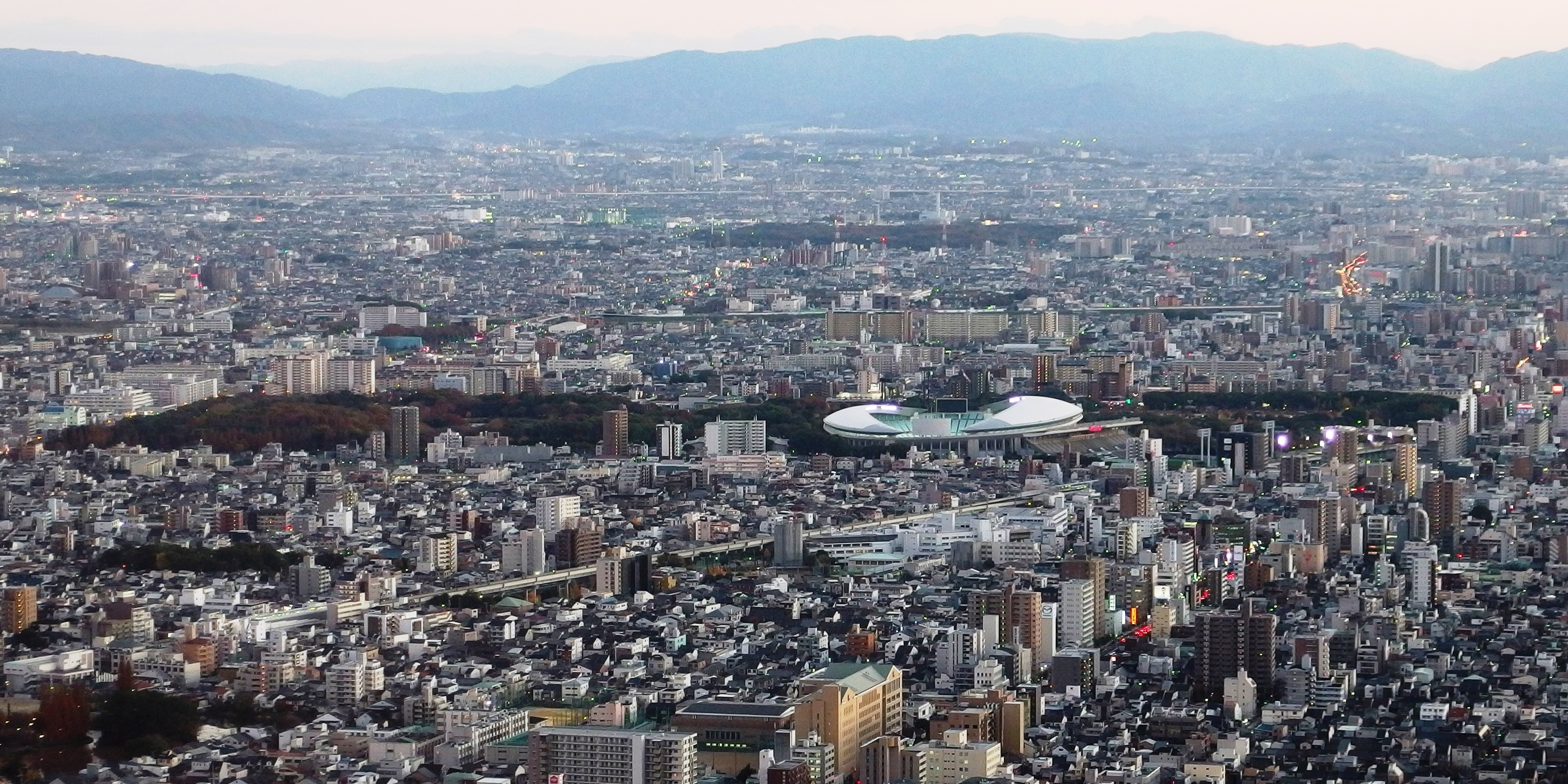
Панорамний вид